# Kokainowe wojny
Kokainowe wojny (ang. Cocaine Wars) – argentyńsko-amerykański film akcji z 1985 roku w reżyserii Héctora Olivery.

## Obsada
- John Schneider − agent DEA Cliff Adams

i inni